# Minosia eburneensis
Minosia eburneensis är en spindelart som beskrevs av Jean-François Jézéquel 1965. Minosia eburneensis ingår i släktet Minosia och familjen plattbuksspindlar.
Artens utbredningsområde är Elfenbenskusten. Inga underarter finns listade i Catalogue of Life.